# Chrysopodes (Neosuarius) placitus
Chrysopodes (Neosuarius) placitus is een insect uit de familie van de gaasvliegen (Chrysopidae), die tot de orde netvleugeligen (Neuroptera) behoort. 
Chrysopodes (Neosuarius) placitus is voor het eerst wetenschappelijk beschreven door Banks in 1908.